# Streetart

Schablonen-Graffito von Banksy in Bristol

Als Streetart (auch: Street Art, seltener, da missverständlich, Straßenkunst; vgl. dort) werden verschiedene, meist nicht kommerzielle Formen von Kunst im öffentlichen Raum bezeichnet, die nach der Absicht der Ersteller durchaus dauerhaft dort verbleiben sollten.
Unter Streetart versteht man selbstautorisiert angebrachte Zeichen aller Art im urbanen Raum, die mit einem weiteren Personenkreis kommunizieren wollen. Die engere oder weitere Auffassung des Begriffes Streetart ist an deren kommerzielle Verwertbarkeit geknüpft. Im Gegensatz zu Graffiti überwiegt oft der Bildteil – bis hin zu großen Wandmalereien (Murals) auf Hausfassaden –, nicht das kunstvolle Schreiben/Malen des eigenen Namens.

## Entstehung und Ursprünge

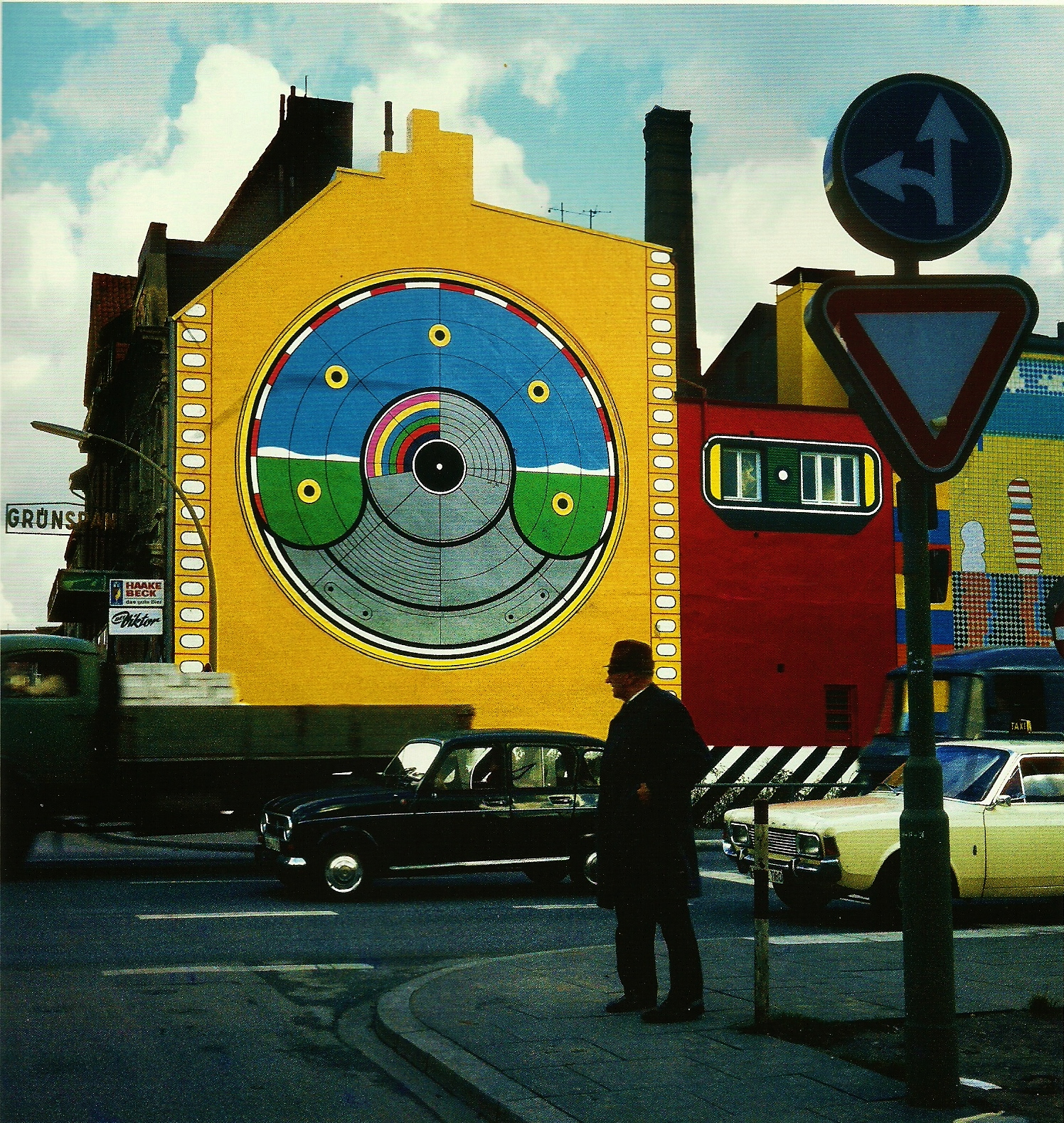
Wallpainting in Hamburg 1968 von Werner Nöfer

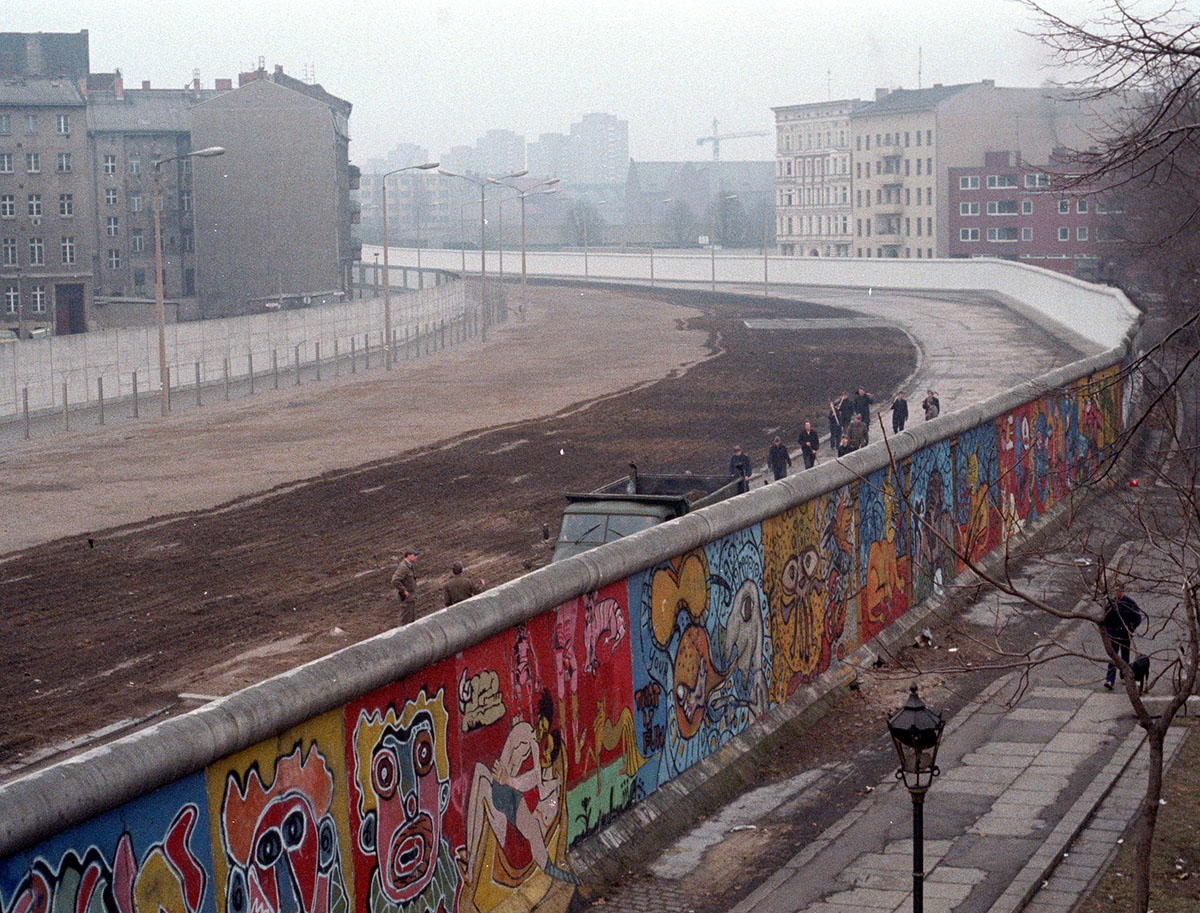
Die Berliner Mauer (1986) war während ihrer Existenz (1961–1989) ein Ziel von Künstlern.

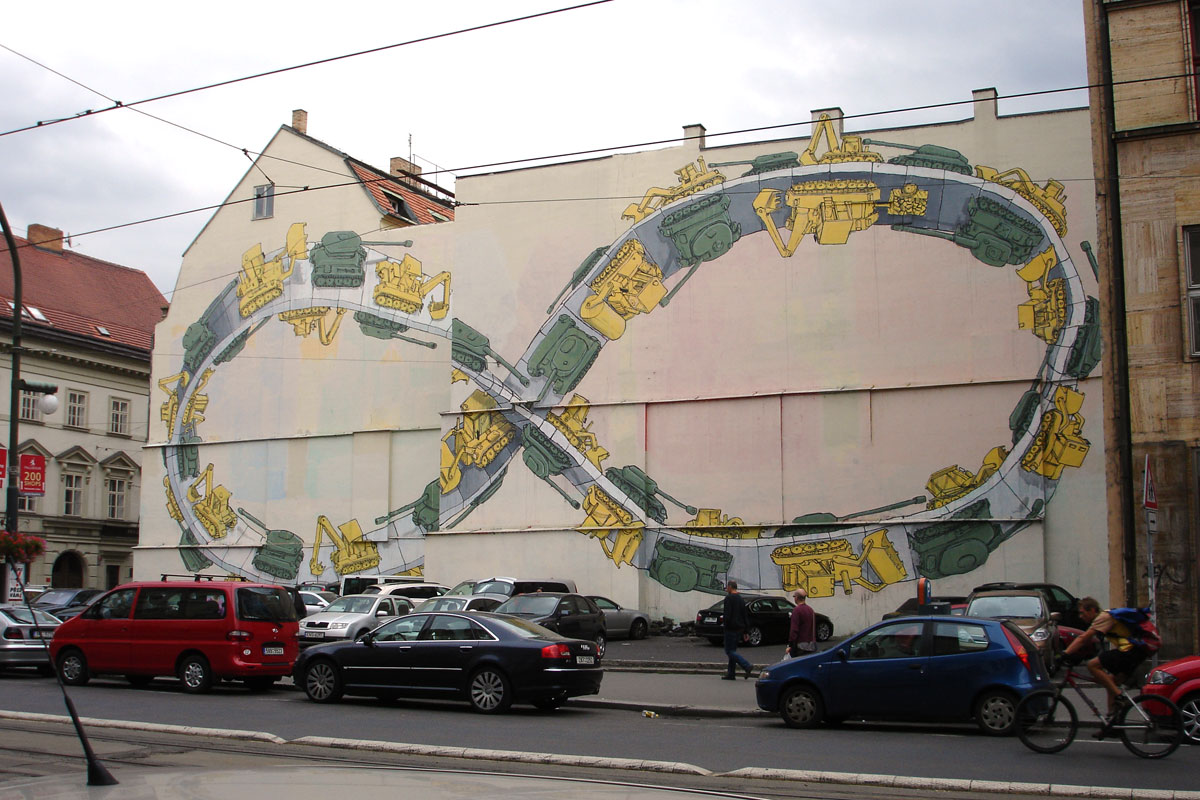
Blu: Gaza Strip in Prag

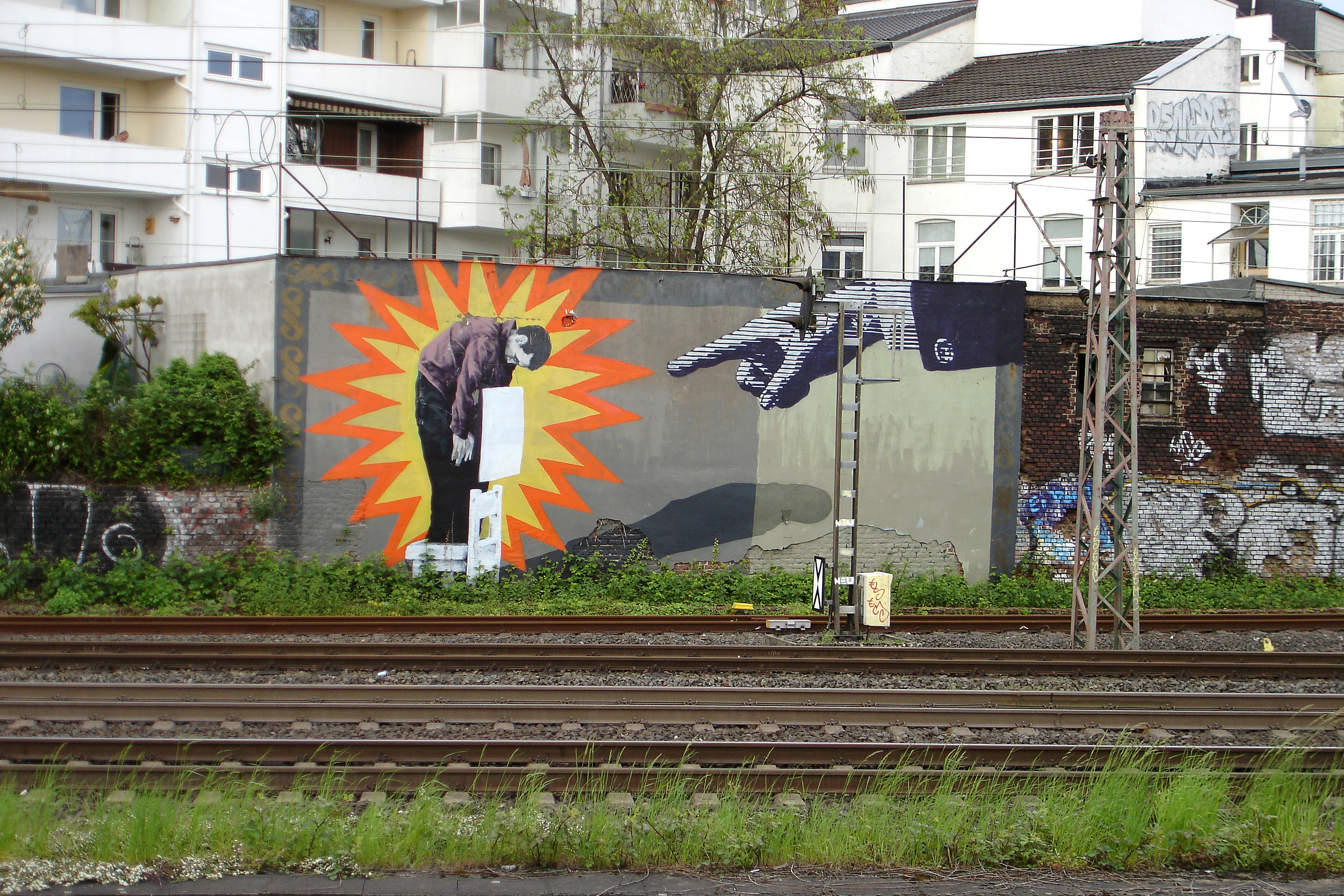
Schablonenarbeit von AGIT in Düsseldorf

Motiv zur Freilassung von Mumia Abu-Jamal in Wellington

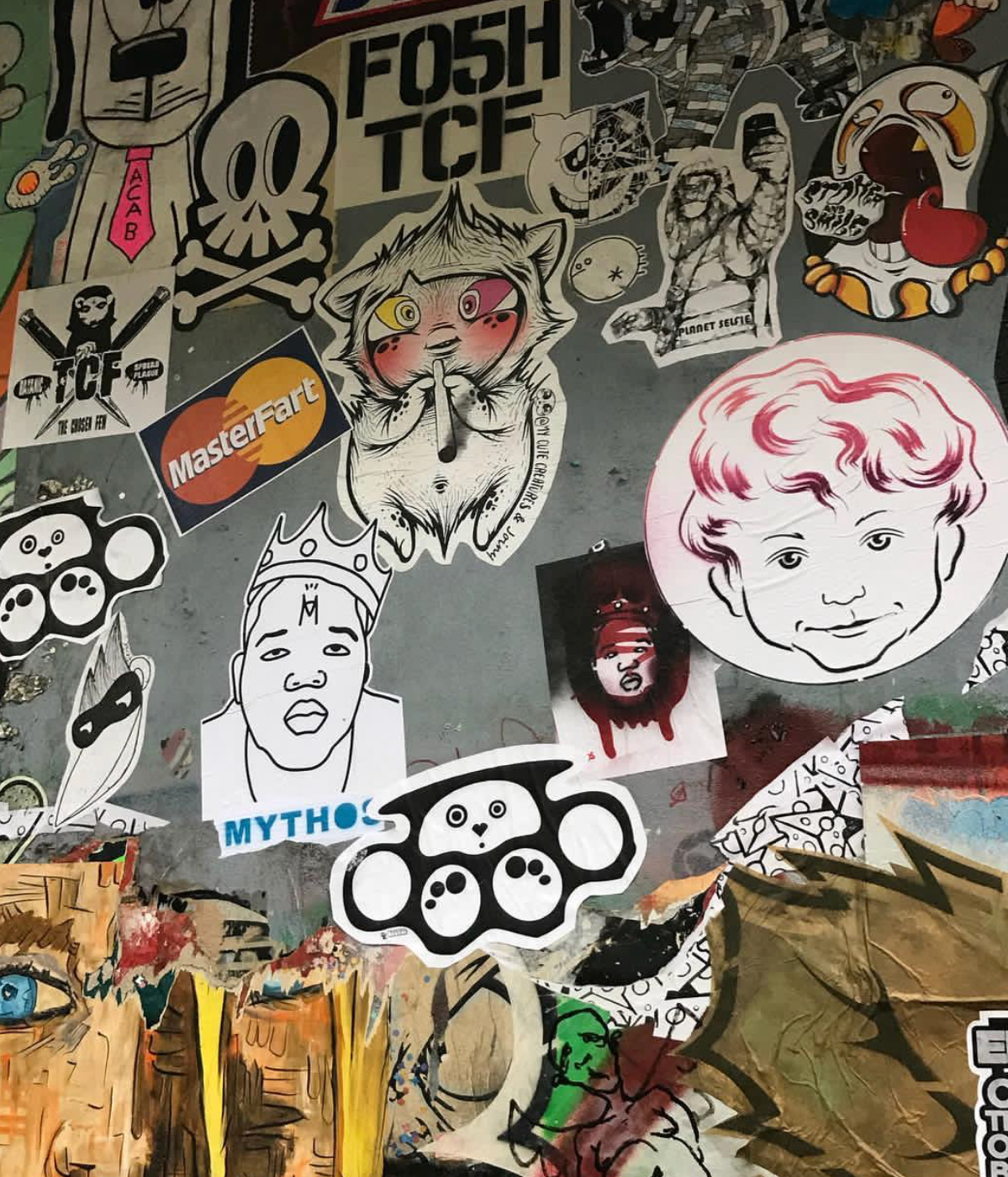
Verschiedene Paste Ups in Berlin-Friedrichshain

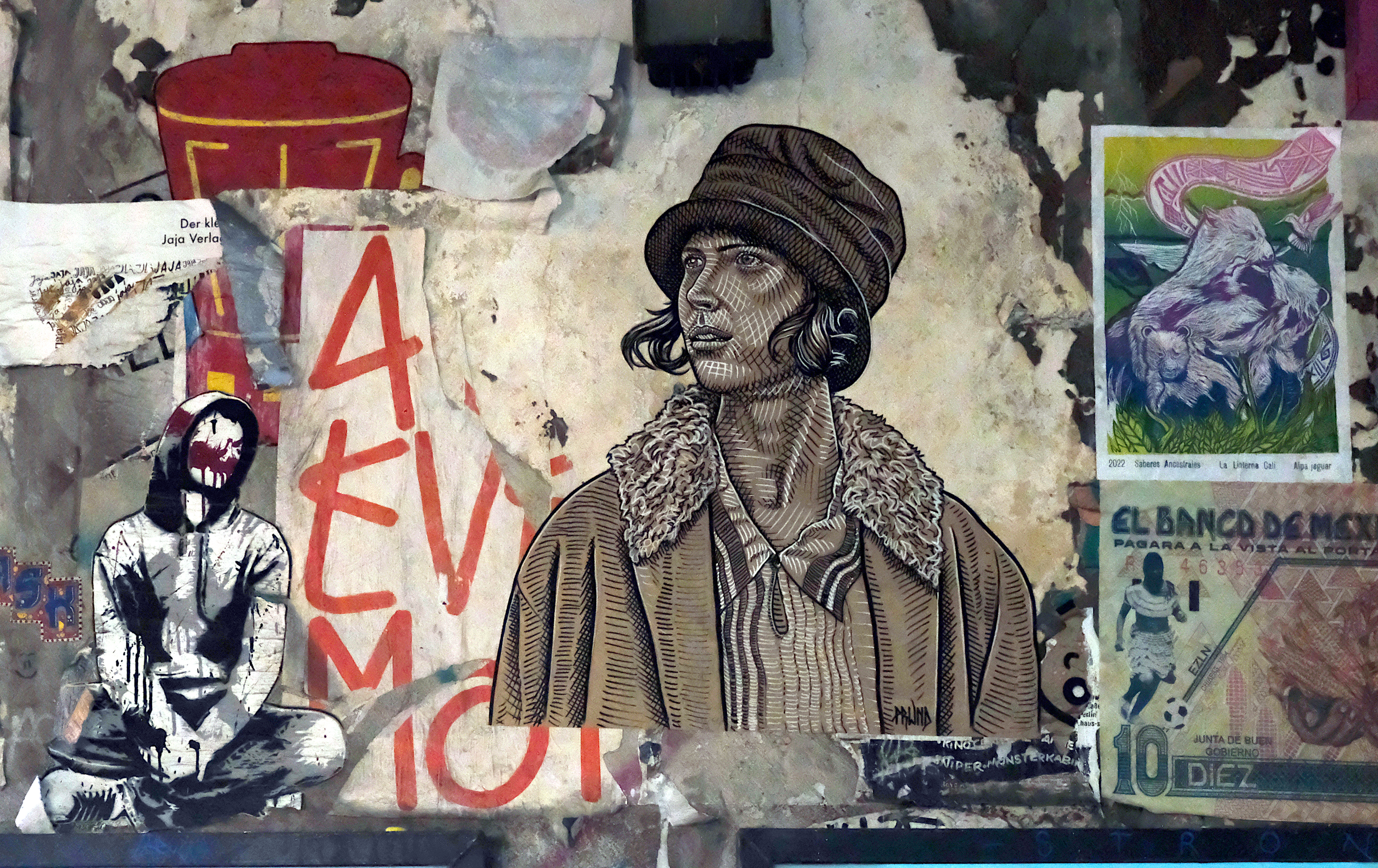
In n°39 Rosenthaler Str (Berlin, Mitte).

Streetart umfasst als Begriff seit 2005 verschiedene Techniken, Materialien, Gegenstände und Formen der Kunst im öffentlichen Raum. Demnach lassen sich mehrere Kunstbewegungen anführen, die Einfluss auf die Gestaltung der Street Art haben.
1968 entstand eines der ersten großen europäischen Wallpaintings in Hamburg an der Großen Freiheit durch Werner Nöfer und Dieter Glasmacher. Das riesige Wandbild (ca. 700 m²) befindet sich an der Südseite des Gruenspan, einer berühmten Diskothek. Die Wandmalerei steht mittlerweile unter Denkmalschutz. Sie gilt als Vorläufer der Streetart-Bewegung.
Ab etwa 2000 ist Street Art eine Bewegung, davor betrieben nur einzelne Künstler, was seit etwa 2005 Street Art genannt wird. Davor konkurrierten Begriffe wie Postgraffiti oder Urban Art mit Street Art.
Neben den autorisierten Kratzarbeiten aus Pompeji ist einer der ersten bekannten Schriftzüge im städtischen Raum Kyselak von Joseph Kyselak, der seinen Namen auf Wanderschaften im 19. Jh. an den Wänden hinterließ. Ähnlich wie bei dem Slogan Kilroy was here aus den 1940er und 1950er Jahren (mit Wurzeln im Ersten Weltkrieg) handelt es sich um die frühe Graffiti, die entweder in die Wand geritzt oder auf die Wand mit Farbe aufgetragen wurden. Das American Graffiti beziehungsweise Style Writing unterscheidet sich im engeren Sinne von Street Art. Als Überbegriff über Street Art, Graffiti und Kunst im öffentlichen Raum oder Public Art fungiert heute oft Urban Art. In den Medien und Künstlerinterviews werden Street Art, Public Art, Urban Art und Graffiti oft nicht unterschieden.
Viele Street-Artisten kommen aus der Graffitiszene oder Punkszene. Neben Graffiti wird Außenwerbung als nächster Verwandter der Street Art bezeichnet. Im Zuge der industriellen Revolution entstand ein Markt für Werbung in Form von gemalter Reklame an Häuserfassaden. Ebenso wie die Plakat- und Fassadenwerbung hat Propaganda-Kunst stilistische Wirkung auf Street Art. Shepard Fairey nutzt beispielsweise Militärkunst als Stilmittel in seinen Arbeiten.

## Künstlerische Spezifik
Die Künstler bedienen sich verschiedener Medien (Marker, Pinsel und Malerrollen, Sprühdosen, Aufkleber, Poster etc.), um ihre Werke zu präsentieren. Häufig werden Wände bemalt und beklebt, doch auch Stromkästen, Laternen, Verkehrsschilder, Telefonzellen, Mülleimer, Ampeln und andere Stadtmöbel, sowie Bürgersteige und Straßen an sich und sogar Bäume – im Prinzip alle erdenklichen Untergründe – werden gestaltet. Dabei beschränkt sich die Streetart im Regelfall auf die Gestaltung von vorhandenen Flächen. Da sich die Techniken der Streetart mit denen des Graffiti oftmals überschneiden, ist es heutzutage schwierig, zwischen den beiden Begriffen zu unterscheiden.
Obwohl auch Auftragsarbeiten durch private Grundstückseigentümer oder auch Gemeinden wie etwa Blek le Rat, Tribute to Tom Waits in Wiesbaden (1983) entstehen, sind die Werke meist illegal angebracht. Deshalb ziehen es die meisten Künstler vor, anonym zu bleiben – oft kennen sich Mitglieder der Szene nur mit ihren Pseudonymen.
Die Motivation liegt für viele im Spaß an der Sache und der Möglichkeit, das eigene Umfeld auf selbstbestimmte und/oder kreative Weise visuell mitzugestalten (vergleiche Reclaim the Streets), sowie einen künstlerischen Gegenpol zur omnipräsenten Werbung oder Gentrifizierung zu schaffen; für viele spielt wohl auch der egozentrische Hang, seinen (Künstler-)Namen möglichst oft zu verbreiten, eine Rolle (siehe Joseph Kyselak). Streetart wendet sich inhaltlich oft gegen Konsumismus, Kapitalismus und Öffentliche Ordnung. Die meisten Künstler verzichten jedoch auf eine konkrete Botschaft – „the medium is the message“ (nach Marshall McLuhan).
Bedeutende Künstler dieses Genres sind unter anderem Keith Haring, Harald Naegeli, Werner Nöfer, Blek le Rat, Miss.Tic, Banksy, Blu, Os Gêmeos & Nina, John Fekner und Klaus Paier.

## Bildbeispiele verschiedener Techniken

Schablonen-Graffito von WATTTS in Paris
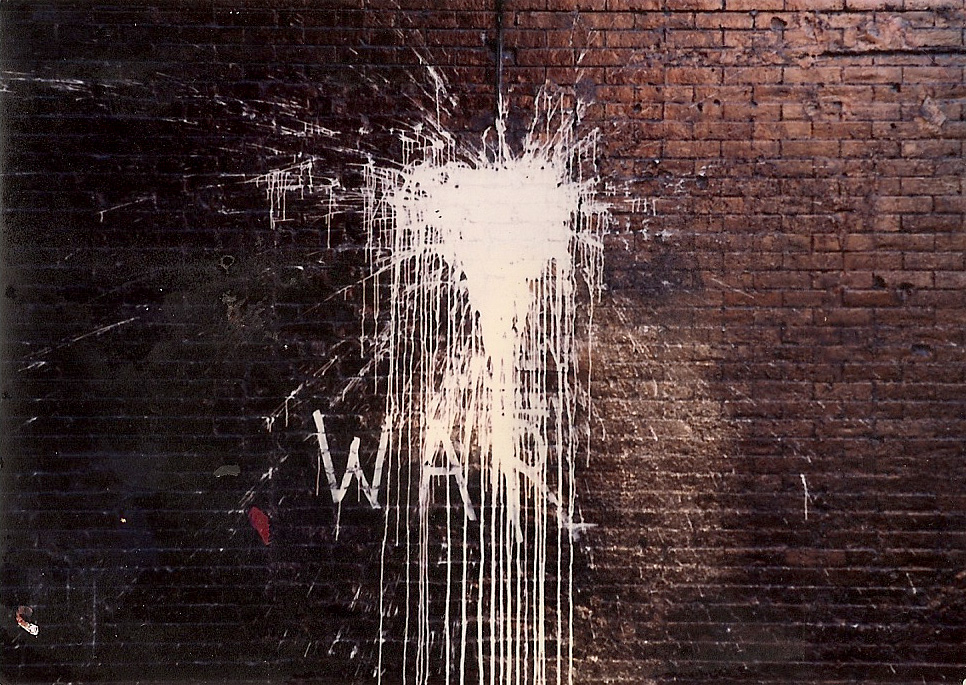
Frühe Streetart von Jacek Tylicki, Lower East Side, New York, USA. 1982
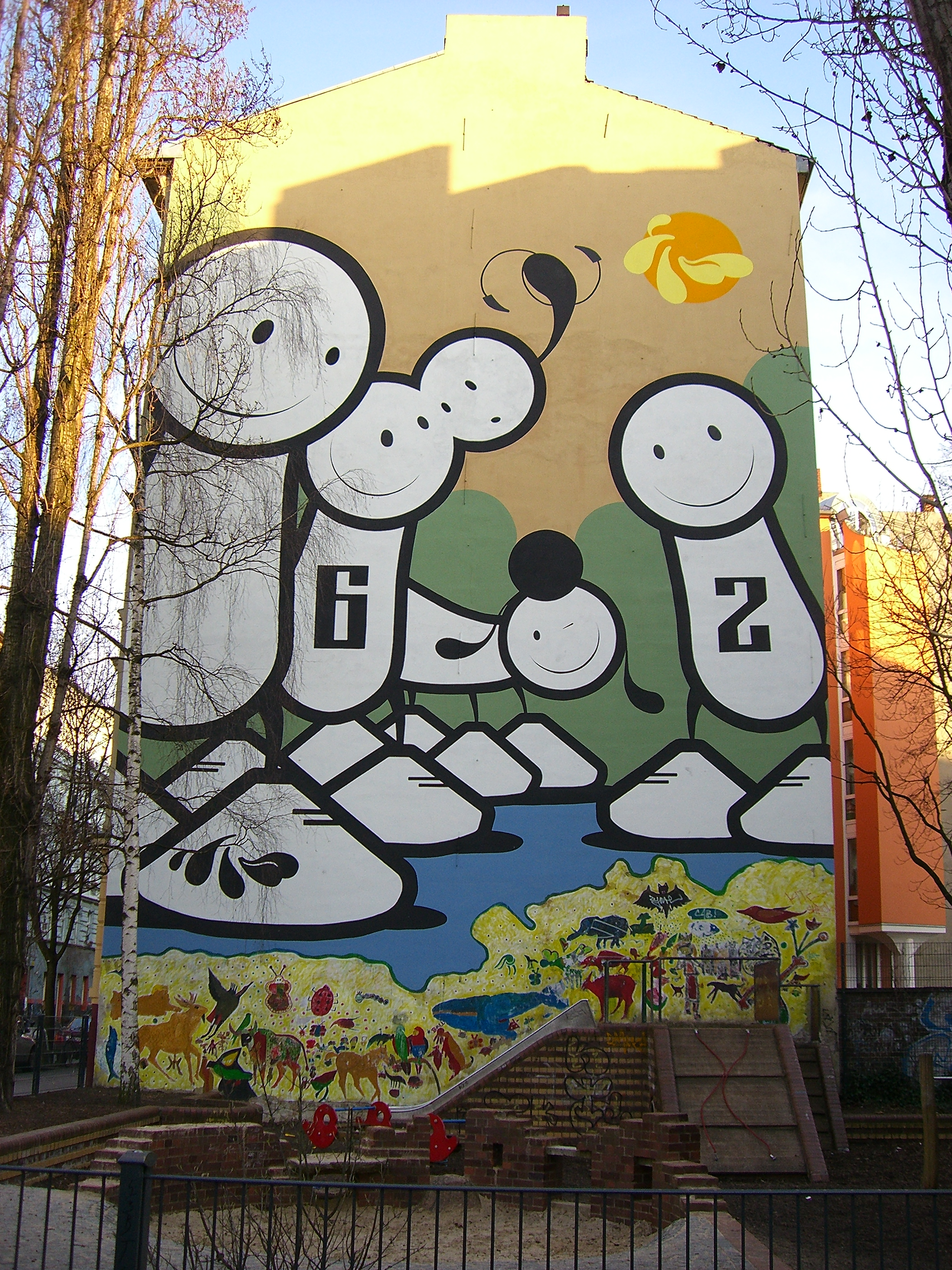
Mural von The London Police
Character von Monsieur A
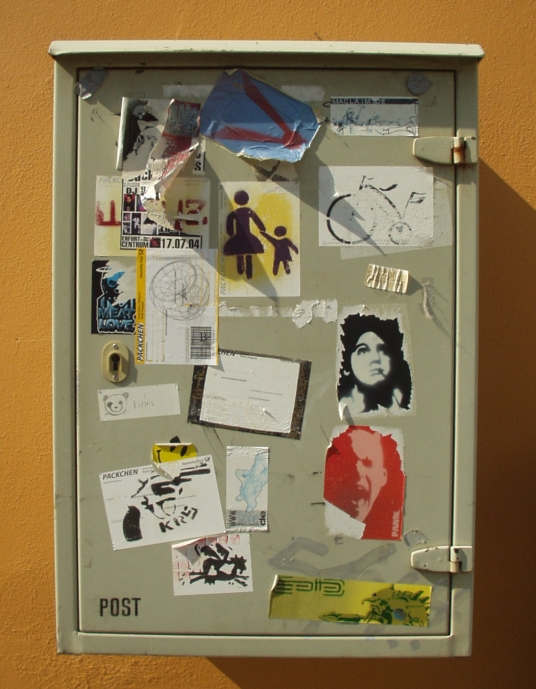
Verschiedene Sticker mit Stencil-Motiven
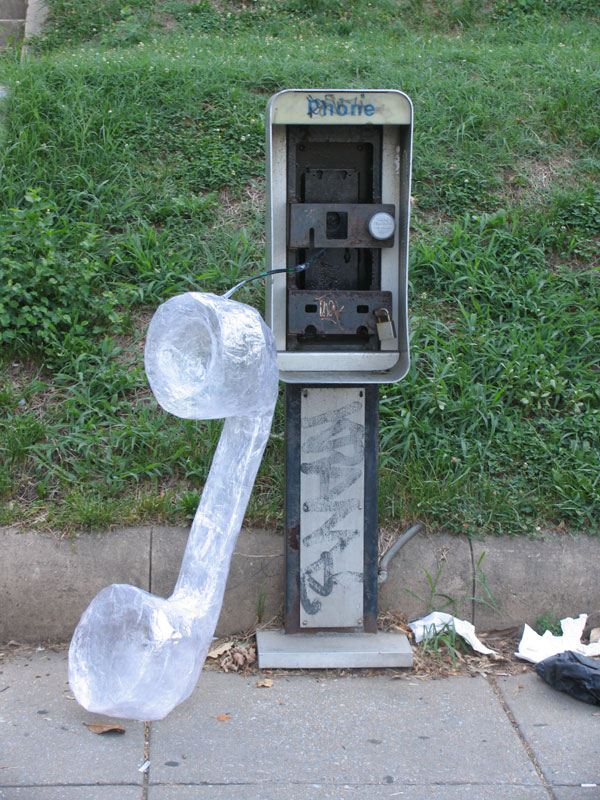
Installation des US-amerikanischen Künstlers Mark Jenkins
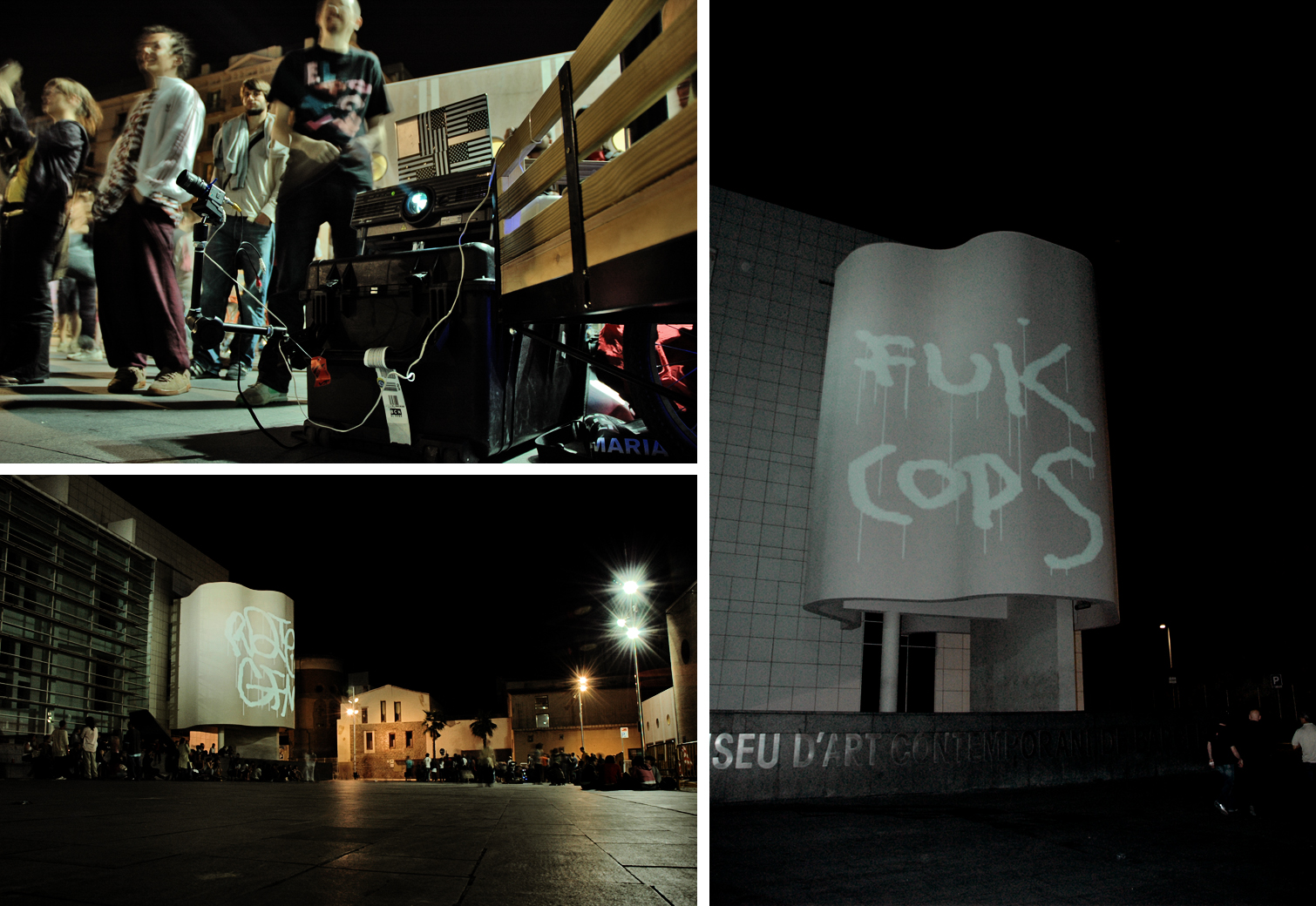
Videoprojektion in Barcelona
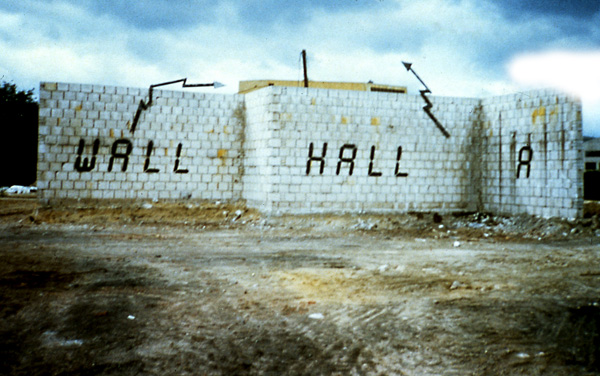
Kollaboration John Fekner & Peter Mönnig Berlin Deutschland
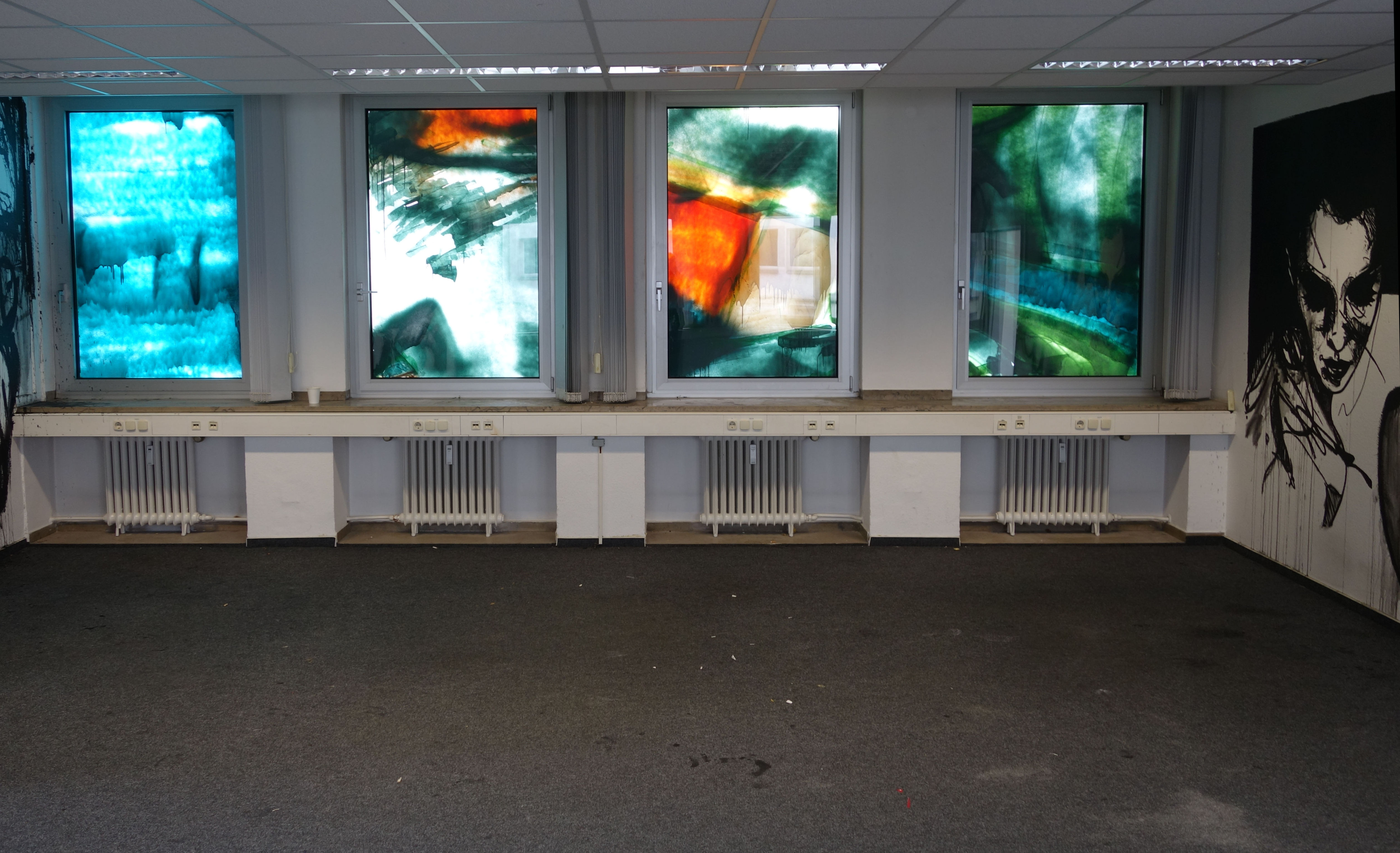
Wirkung besprühter Fenster in einem Innenraum, Düsseldorf 2015
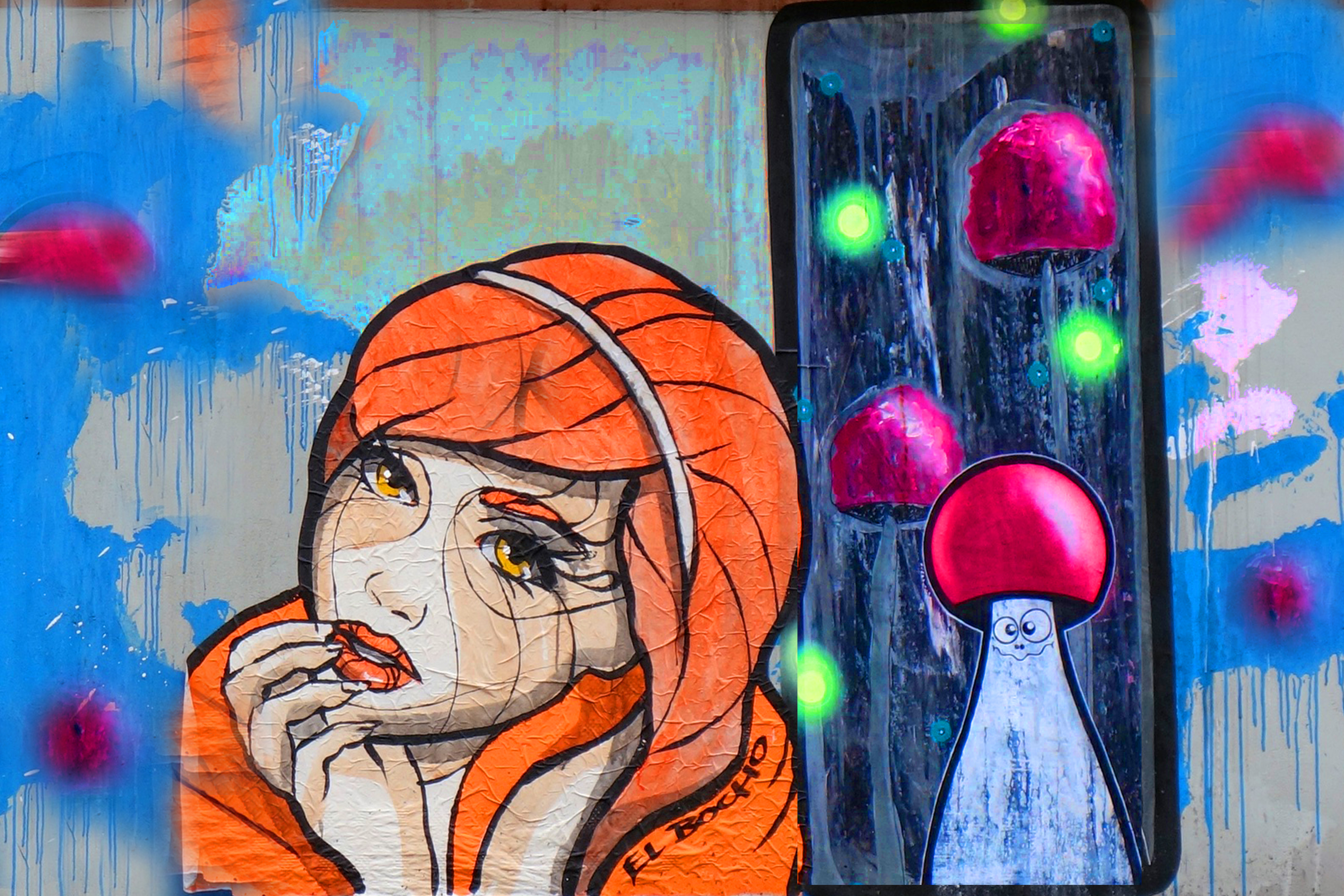
Paste-up von El Bocho in Hamburg
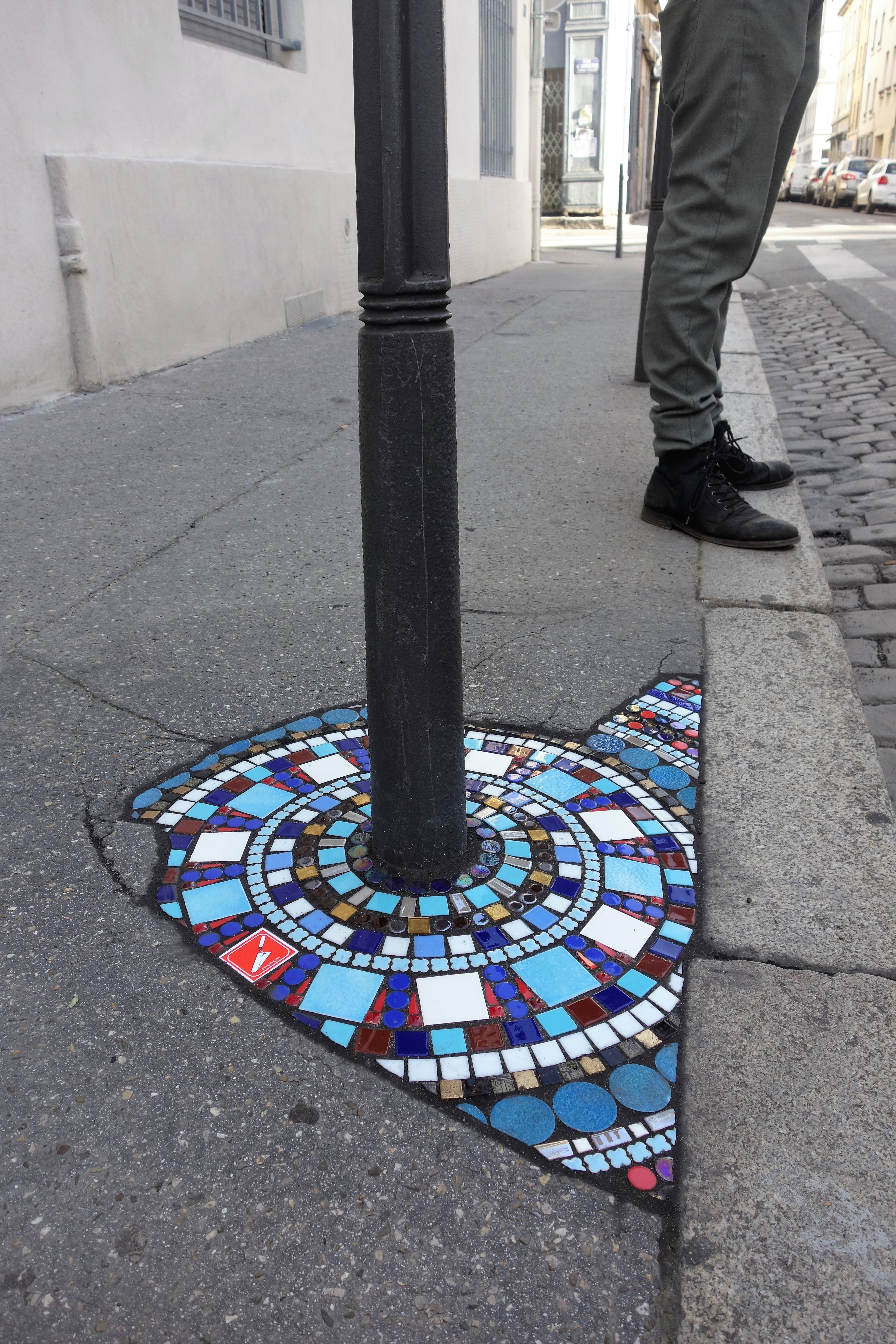
Flacking von Ememem, Lyon, (2021)
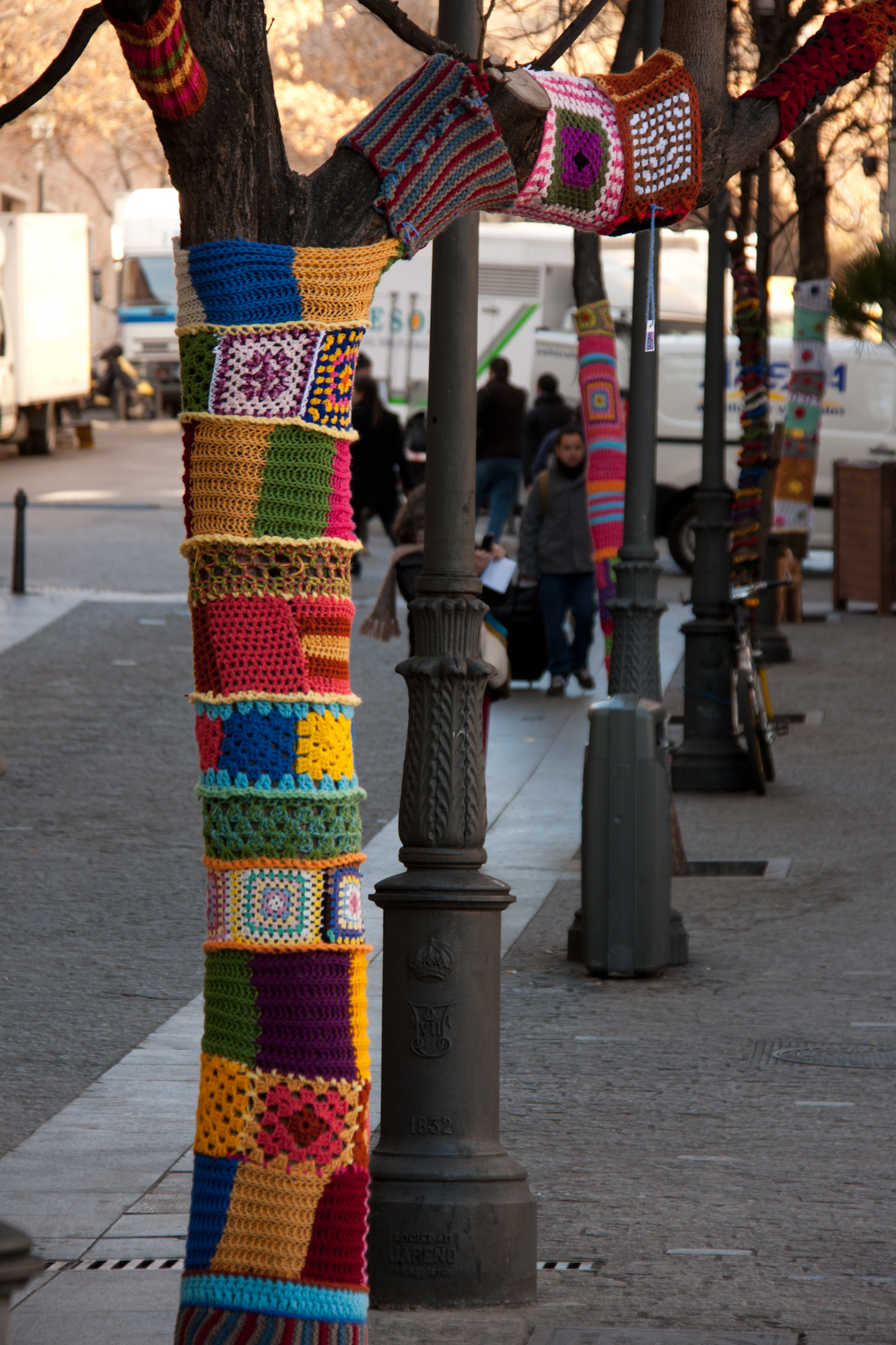
Yarn bombing in der Stadt Madrid (Februar 2012).
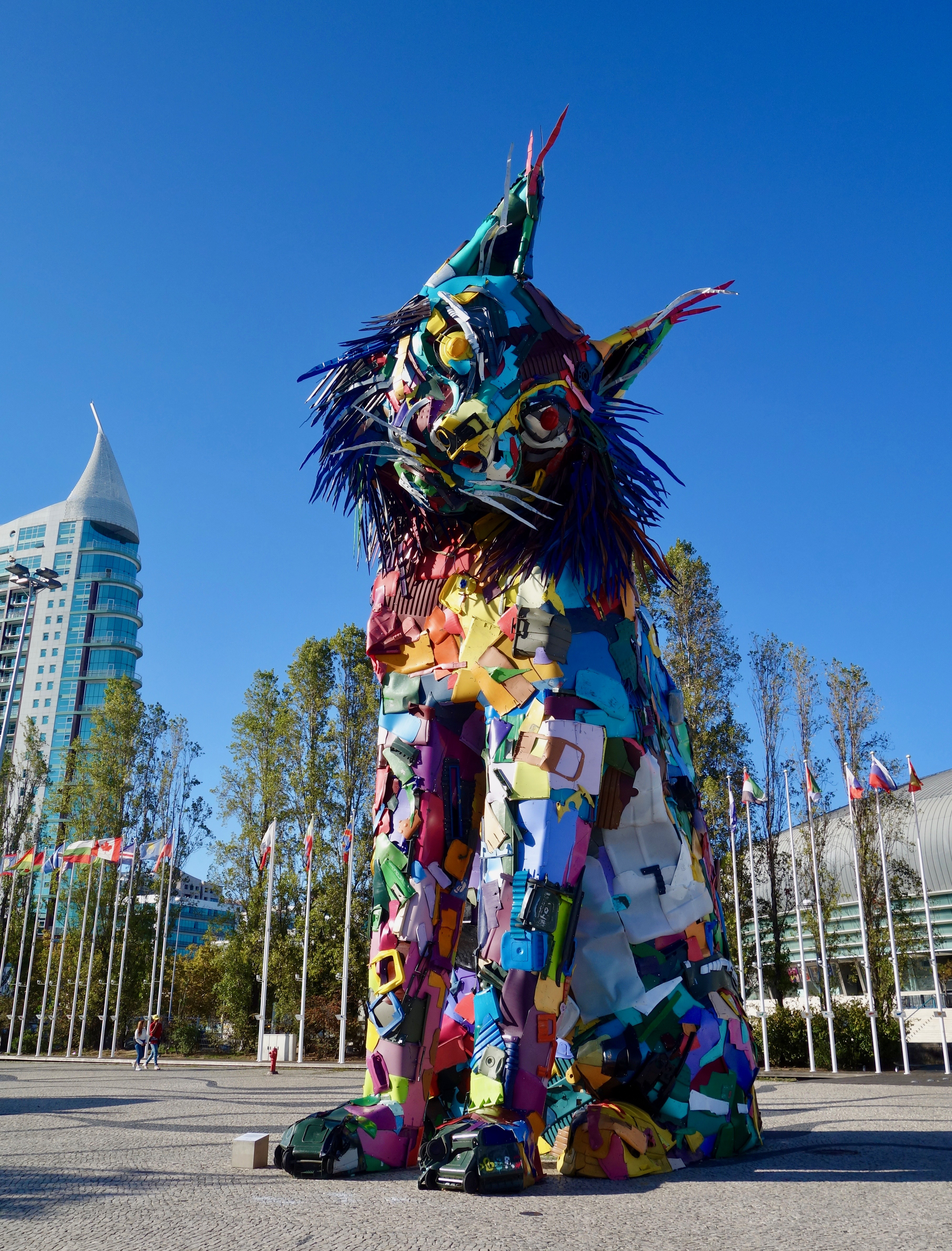
Der iberische Luchs von Bordalo II (Artur Bordalo) ist eine künstlerische Installation aus Abfall in Lissabon
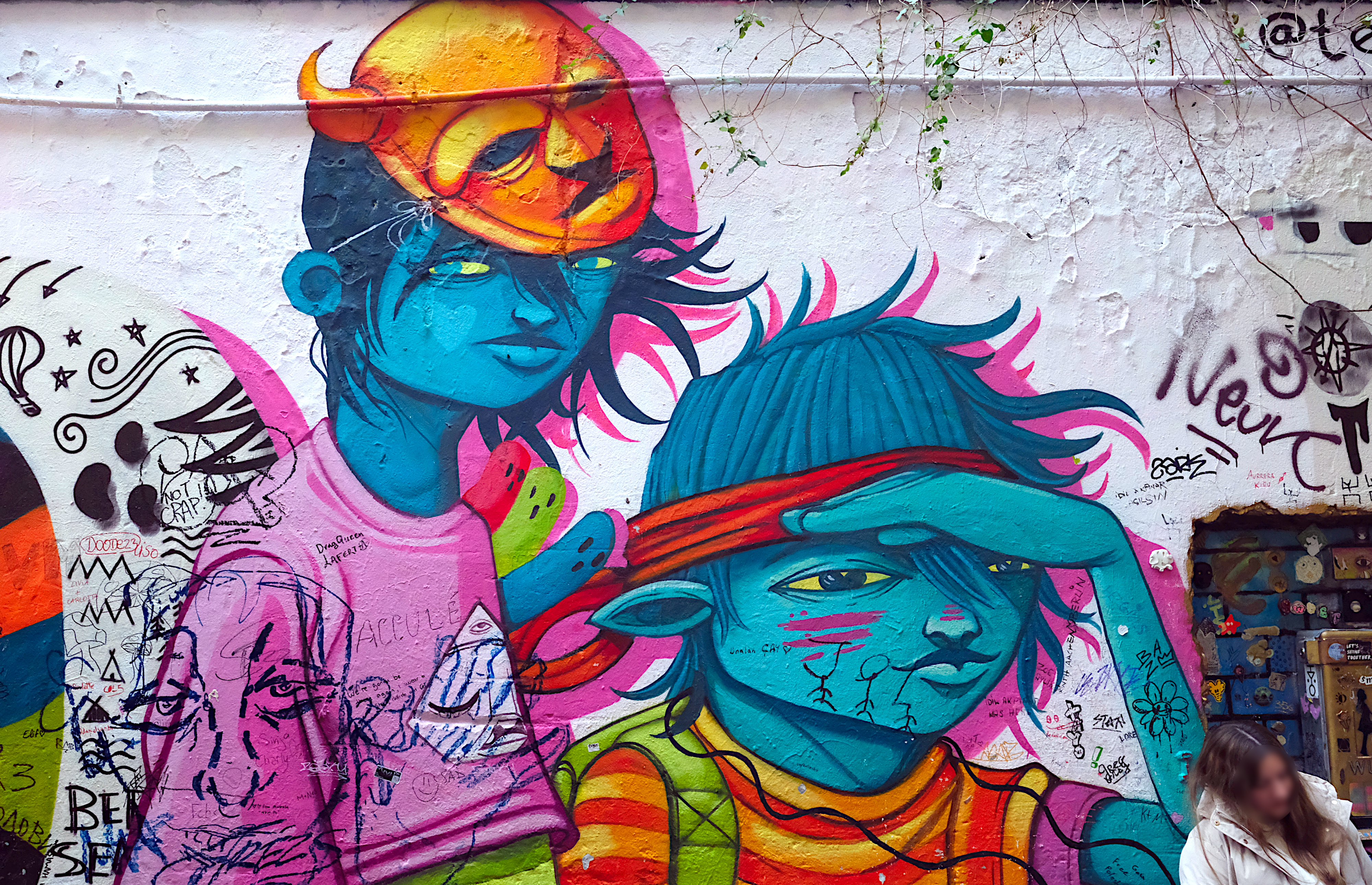
Mitte, Berlin.

## Kommerzialisierung

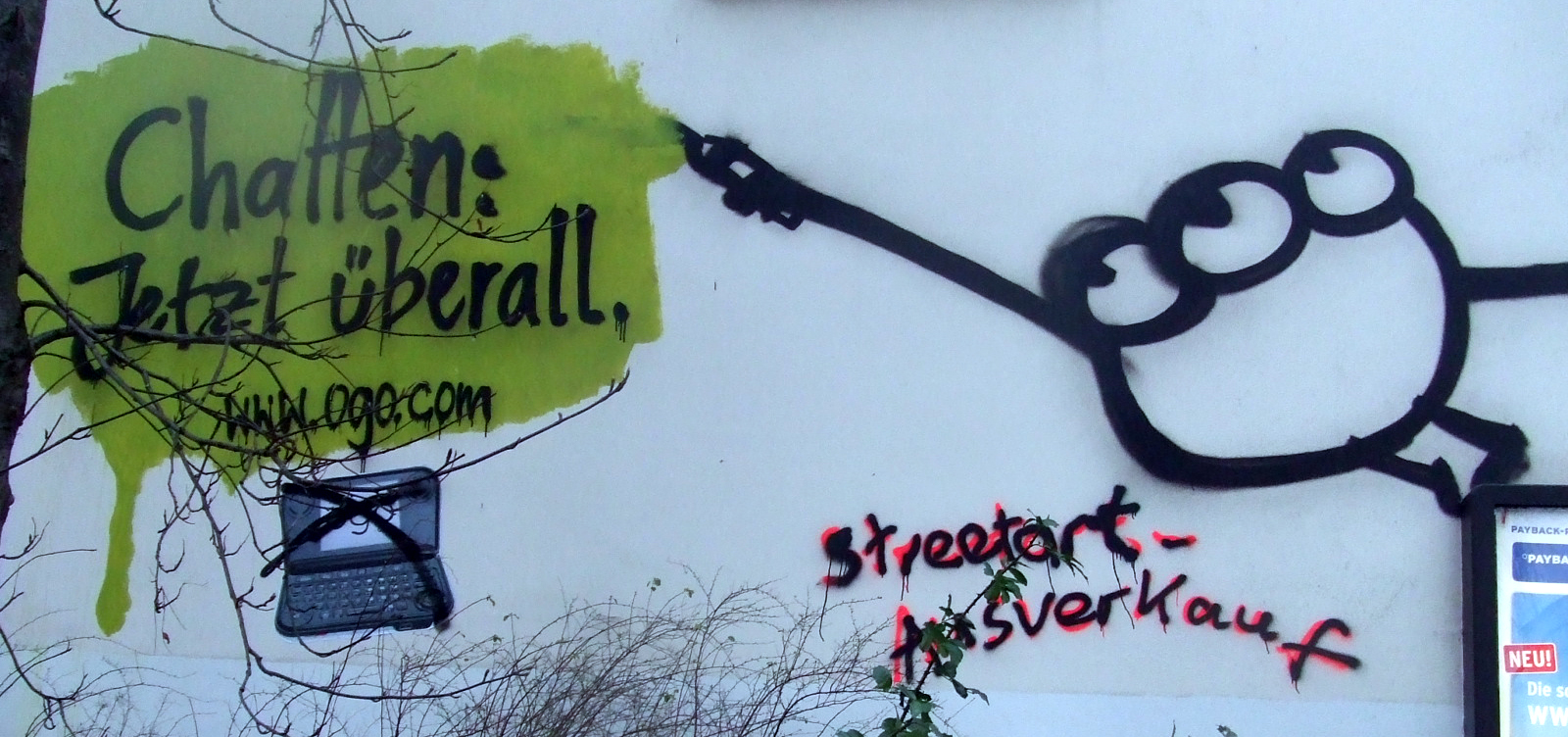
Als Streetart getarnte Werbung mit kritischem Graffiti-Kommentar

In jüngster Zeit werden Ausdrucksmittel der Streetart auch von Unternehmen sowohl in ihrer Stilistik als auch in ihrer Gesamtheit als Werbemittel aufgegriffen, um ihren Produkten ein jugendkulturelles Image zu geben. Am weitesten verbreitet ist dabei das Anbringen von Werbeaufklebern, welches ursprünglich aus der Stickerkunst-Szene hervorgegangen ist. Viele Shops aus der alternativen Szene verteilen gratis Sticker an ihre Kunden, um zufriedene Kunden zum „Werbung machen“ zu bewegen. Besonders der Sportartikelhersteller Nike ist für wildplakatierte Werbeaufkleber und großflächige Wandmalereien bekannt, die zunächst nicht als kommerzielle Werbung wahrgenommen werden. Auch der Pocket Web-Anbieter Ogo war zeitweise stark mit seinem Guerilla-Marketing in Form von Graffiti, Stickern und Paste-Ups im öffentlichen Stadtbild präsent.
Seitens der Firma Sony wurde gar eine Streetart-Galerie zur Vermarktung der PSP in Berlin-Mitte eingerichtet, was besonders von der umliegenden Kunstszene als Ärgernis betrachtet wurde.
In der Streetart-Szene wird diese Form der Werbung häufig als Vereinnahmung einer jugendkulturellen Identität kritisiert und stößt vor allem auf Widerstand, da der Ursprung von Streetart unter anderem als Kampf gegen Kapitalismus und Konsumgesellschaft sowie die Hinwegsetzung über die Privatisierung urbaner Räume verstanden wird.
Allerdings wird der Diskurs um die Kommerzialisierung von Streetart auch kritisch kommentiert. So ist laut dem Sozialwissenschaftler Hans-Christian Psaar die Beziehung zwischen Markt und Streetart komplexer, als es im Ausverkauf von Streetart an große Konzerne vermittelt wird. Der Soziologe Jens Thomas macht vor allem auf den Umstand aufmerksam, dass ein „konsum- und gesellschaftskritisches Selbstverständnis“ von Streetart-Akteuren durch Medien und Konzerne vermittelt wird. Antikapitalistische Attitüden könnten selbst „kapitalistisch konnotiert“ sein, da „Abgrenzung“ als Gut produziert werde.

## Streetart in den sozialen Medien

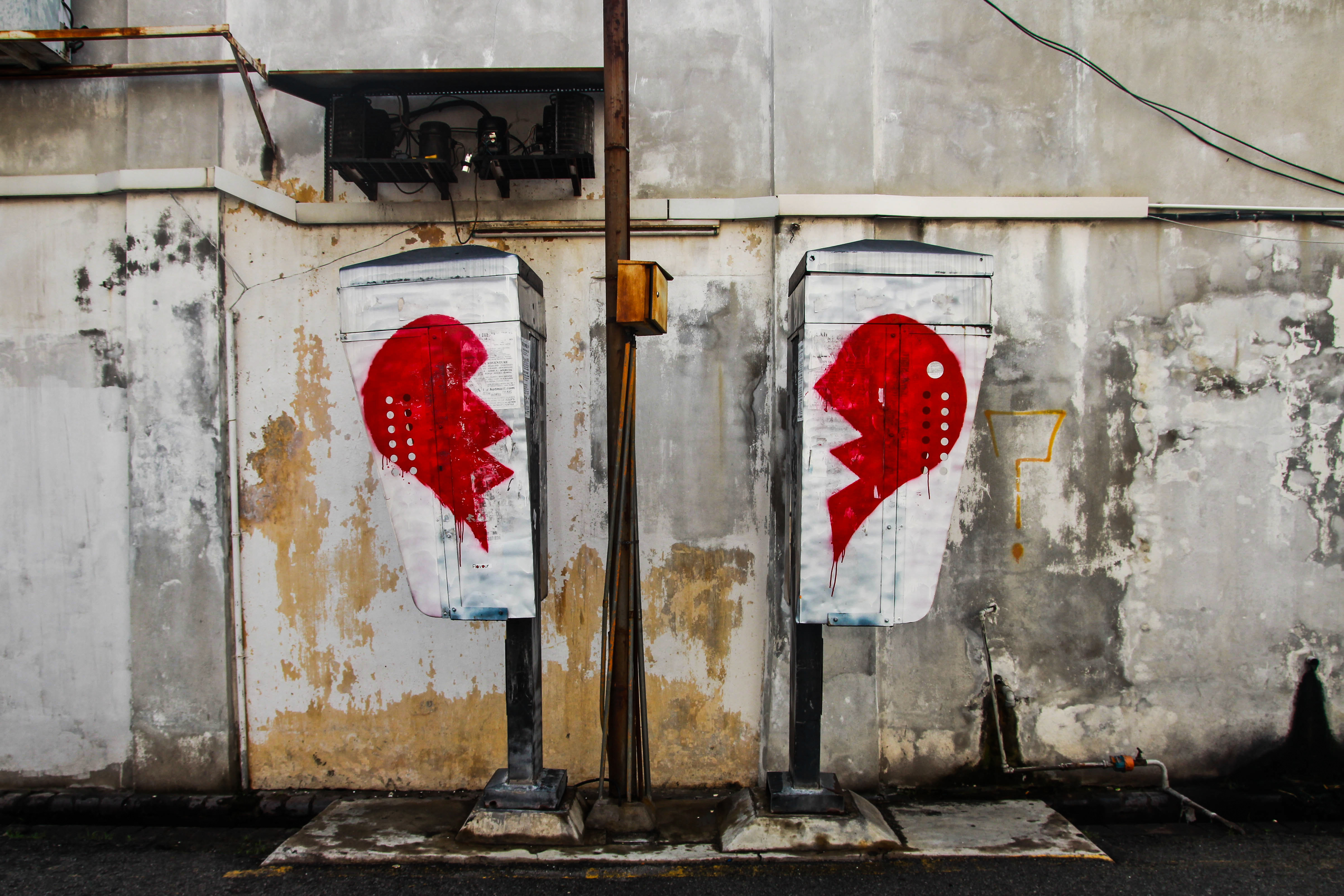
Street Art in Malaysia

Historischer Überblick. Seit den frühen 2000er Jahren hat sich Street Art von einer lokal verankerten Szenepraxis zu einem global sichtbaren und digital dokumentierten Phänomen entwickelt. Neben frühen Szenemagazinen und Blogs wie dem Wooster Collective trugen auch mediale Berichte zur Sichtbarkeit bei. Spezialisierte Online‑Plattformen und Projekte wie Googles Street‑Art‑Sammlung machten zudem große Mengen flüchtiger Werke dauerhaft zugänglich.
Digitale Infrastrukturen. Fotoplattformen und Community‑basierte Online‑Sammlungen etablierten neue Modi der Dokumentation und Kontextualisierung von Graffiti und Street Art.
Plattformisierung: Instagram, TikTok und spezialisierte Angebote. Seit den 2010er Jahren fungieren soziale Medien als zentrale Kanäle für Verbreitung, Diskurs und Archivierung von Street‑Art‑Bildern und ‑Videos. Forschung diskutiert, wie Instagram Sichtbarkeitsregime und Bildästhetiken prägt und städtische Räume über Hashtags, Geotags und algorithmische Kuratierung neu rahmt. Auch Kulturinstitutionen setzen Social‑Media‑Strategien systematisch ein; Rankings und Analysen dokumentieren Reichweitenentwicklungen und die Erschließung jüngerer Zielgruppen, einschließlich TikTok‑Formaten.
Digitale Kartierung, Archive und Apps. Neben plattformbasierten Feeds entstanden kuratierte, teilweise wissenschaftlich begleitete Initiativen, die Werke geolokalisieren und kontextualisieren. Googles 2014 gestartetes „Street Art Project“ bietet zehntausende hochauflösende Abbildungen und virtuelle Rundgänge. Akademische Projekte wie das Urban Art Mapping Project (University of St. Thomas, St. Paul) katalogisieren und analysieren Bestände einschließlich Community‑Einsendungen. Parallel entstand eine internationale Kartierungs‑Community mit Apps und offenen Karten; Beispiele sind Stadt‑ und Werkverzeichnisse oder spielerische Formate wie FlashInvaders, das das Auffinden von Mosaiken des Künstlers Invader gamifiziert.
Viralität, Anonymität und Rechte. Die hohe Online‑Sichtbarkeit verstärkt Reichweiten‑ und Hype‑Dynamiken, während Anonymität – in der Forschung als Strukturmerkmal hervorgehoben – rechtliche Spannungen erzeugt (Autorschaft, Markenrecht, „genuine use“). Entscheidungen der EU‑Markenbehörden zu Banksy illustrieren diese Konfliktlinien; einzelne Marken wurden für nichtig erklärt, andere in der Beschwerdeinstanz wiederhergestellt.
Künstlerische Auseinandersetzungen. Projekte reflektieren die Verflechtung von Street Art und digitalen Medien: Der Künstler JR nutzt soziale Plattformen für partizipative, global ausgerichtete Fotoarbeiten (z. B. Inside Out) und großformatige Interventionen im Stadtraum. Kuratorische und theoretische Debatten thematisieren, wie Social‑Media‑Ästhetiken Wahrnehmung, Präsentation und urbane Bildräume verändern, etwa im Kontext von „Destination Murals“ und „instagrammablen“ Räumen.

### Musealisierung und Institutionalisierung
Seit den 2000er Jahren wird Street Art vermehrt museal präsentiert. 2008 zeigte die Tate Modern in London die Ausstellung Street Art, bei der sechs Künstler die Außenfassade gestalteten; die Präsentation wurde breit rezipiert. In Deutschland wurden 2016 das Museum of Urban and Contemporary Art (MUCA) in München und 2017 das Urban Nation Museum for Urban Contemporary Art in Berlin eröffnet; die Eröffnung in Berlin erfolgte mit Beiträgen von über 100 Künstlern.
International entstanden weitere Häuser. In St. Petersburg zeigt seit 2014 ein Street‑Art‑Museum urbane Kunst auf dem Gelände einer aktiven Kunststofffabrik; Berichte nennen Besucherzahlen um 100 000 pro Jahr. 2020 folgte in Amsterdam das STRAAT‑Museum; Guinness World Records führt es als „größte Street‑Art‑Galerie“ (8 000 m², über 180 Werke). Fachbeiträge verweisen darauf, dass die Überführung ursprünglich illegaler, öffentlich zugänglicher Kunst in institutionelle Kontexte Spannungen erzeugt, zugleich aber Sichtbarkeit und neue Formate der Auseinandersetzung ermöglicht.

### Virtuelle und immersive Präsentationen
Virtuelle Ausstellungs‑ und Archivprojekte verorten Street Art im digitalen Raum und machen flüchtige Arbeiten dauerhaft zugänglich. Google eröffnete 2014 auf Google Arts & Culture die Sammlung „Street Art“ mit über 5 000 Abbildungen; 2015 meldeten Medien eine deutliche Ausweitung auf mehr als 10 000 Fotografien sowie zahlreiche virtuelle Ausstellungen und Rundgänge.
Seit 2018 entstanden begehbare VR‑Räume mit kuratierten Parcours. Das Virtual‑Reality‑Museum Universal Museum of Art (UMA) zeigte 2018 die Ausstellung A Walk Into Street Art (Kurator: Yannick Boesso), die eine städtische Kulisse mit rekonstruierten New‑Yorker U‑Bahn‑Zügen der 1980er Jahre zusammenführte.
Augmented‑Reality‑Anwendungen übertragen diese Vermittlungslogik in den Stadtraum. Das italienische Projekt MAUA (seit 2017) verknüpft geolokalisierte Murals mit per Smartphone sichtbaren AR‑Ebenen und wurde in überregionalen Medien vorgestellt. In der Forschung werden AR/VR sowohl als künstlerisches Medium als auch als Instrument zur Kontextualisierung urbaner Kunst diskutiert; Überblicksdarstellungen und Fallstudien berichten – je nach Setting – über erhöhte Nutzerbindung und Verständniseffekte.

## Ausstellungen in Deutschland

### Museen und Häuser
URBAN NATION – Museum for Urban Contemporary Art (Berlin, seit 2017): Eröffnungsausstellung „UNique. UNited. UNstoppable.“ (2017); regelmäßige Themen- und Personalen, u. a. „Martha Cooper: Taking Pictures“ (2020–2022).
MUCA – Museum of Urban and Contemporary Art (München, seit 2016): Sammlungs- und Wechselausstellungen; u. a. „Ikonen der Urban Art“ (2020–2022).
Museum für Hamburgische Geschichte (Hamburg): „Eine Stadt wird bunt – Hamburg Graffiti History 1980–1999“ (2022–2024).
Historisches Museum Saar (Saarbrücken): „ILLEGAL. Street Art Graffiti 1960–1995“ (2024–2025).
Oberhessisches Museum (Gießen): „Capture the Street“ (2019) – Überblick mit internationalen Positionen (Kooperation „River Tales“).

### Biennalen und Festivals
UrbanArt Biennale (Völklingen, 2011–, zuletzt 2024): Internationale Biennale am UNESCO-Weltkulturerbe Völklinger Hütte.
CityLeaks Urban Art Festival (Köln, seit 2011): Biennale mit thematischen Schwerpunkten und Programmen im Stadtraum (Ausgaben u. a. 2015, 2017, 2019, 2021).
40° Urban Art Festival (Düsseldorf, 2013–2024): Mural-Projekte mit lokaler Jugendarbeit (Farbfieber e. V.).

### Temporäre Großprojekte (Zwischennutzung)
The Haus – Berlin Art Bang (2017), Berlin: temporäre Gesamtausstellung in leerstehender Bankfiliale; hoher Publikumszuspruch; anschließend Abriss.
WANDELISM (2018), Berlin: einwöchiges Urban-Art-Projekt in ehemaliger Autowerkstatt, Verlängerung wegen Nachfrage.
Magic City – Die Kunst der Straße (2016–2017), Dresden/München: kuratierte internationale Wanderausstellung.

## Dokumentarfilme (Auswahl)
- Rash (2005), ein abendfüllender Dokumentarfilm von Mutiny Media, der den kulturellen Wert von australischer Straßenkunst und Graffiti untersucht.
- Bomb It (2008), ein Dokumentarfilm über Graffiti und Straßenkunst auf der ganzen Welt.
- Exit Through the Gift Shop (2010), ein vom Künstler Banksy erstellter Dokumentarfilm über Thierry Guetta.
- Style Wars (1983), eine PBS-Dokumentation über Graffiti-Künstler in New York City mit Seen, Kase2, Dez und DONDI.
- Obey Giant (2017), eine Dokumentation über das Leben und die Karriere des Straßenkünstlers, Illustrators, Grafikdesigners, Aktivisten und Gründers von OBEY Clothing, Shepard Fairey.

## Philatelistisches
Mit dem Erstausgabetag 7. Oktober 2021 gab die Deutsche Post AG in der Serie Street Art unter dem Titel: 1010 - Tropfen und Ringe ein Postwertzeichen im Nennwert von 80 Eurocent heraus. Der Entwurf stammt von der Grafikerin Bettina Walter aus Bonn. Mit dem Erstausgabetag 3. Februar 2023 gab die Deutsche Post AG in der Briefmarkenserie Street Art ein weiteres Postwertzeichen im Nennwert von 160 Eurocent mit dem Motiv Pfau und Kranich des Künstlers Christoph Ganter alias JEROO heraus. Der Entwurf stammt von der Grafikerin Bettina Walter aus Bonn.